# 五环青冈
五环青冈（学名：Cyclobalanopsis pentacycla）为壳斗科青冈属下的一个种。